# Ubisoft Reflections
Ubisoft Reflections Limited (anteriormente Reflections e mais tarde Reflections Interactive Limited ) é uma desenvolvedora britânica de jogos eletrônicos e um estúdio da Ubisoft com sede em Newcastle upon Tyne. Fundado por Martin Edmondson e Nicholas Chamberlain em 1984, o estúdio se concentra em jogos de corrida, sendo mais conhecido por criar a premiada série de jogos de ação Driver. Reflections foi comprado pela GT Interactive em 1998, e vendido para a Ubisoft em 2006. A empresa trabalha em jogos AAA em grande colaboração com o estúdio do irmão Ubisoft Leamington .

## História
Martin Edmondson e Nicholas Chamberlain começaram a desenvolver jogos para a BBC Micro sob o apelido de "Reflections" em 1984. Seu primeiro jogo foi um clone do Paperboy chamado Paper-Round, que levou dois anos para ser desenvolvido, mas nunca foi lançado. Enquanto trabalhavam nesse jogo, eles começaram Ravenskull, que seria seu primeiro jogo publicado, lançado em 1986 pela Superior Software . Isto foi seguido por Codename: Droid e uma conversão Acorn Electron de Stryker's Run em 1987.
O nome Reflections foi usado pela primeira vez em seu jogo Amiga de sucesso de 1989, Shadow of the Beast, publicado pela Psygnosis, que gerou duas sequências. O jogo Amiga original foi parcialmente escrito por Paul Howarth, e começou como um teste de paralaxe do chip Agnus do Amiga ; Mais tarde, Paul passou a trabalhar para a Deep Red Games, uma empresa de videogame do Reino Unido com sede em Milton Keynes. Seguiram-se vários outros jogos Amiga e Atari ST, incluindo Ballistix (1989), Awesome (1990) e Brian the Lion (1994). Em 1995, eles ficaram conhecidos por Destruction Derby, que foi aclamado pela crítica por sua física realista e destruição, que mais tarde se tornou a especialidade do Reflections. Devido ao sucesso, o jogo teve mais quatro sequências ao longo dos anos.
Em 9 de janeiro de 1999, foi anunciado que a Reflections havia sido adquirida pela GT Interactive em 1998, por um valor anunciado de 2,7 milhões de ações ordinárias, que foi avaliada em cerca de 14.17 milhões de dólares. Reflections ficou conhecido pelo jogo Driver, que foi inspirado em programas policiais dos anos 70 como Starsky e Hutch e filmes como Bullitt e The Driver. Foi seguido por quatro sequências e quatro spin-offs. A empresa foi posteriormente renomeada como Reflections Interactive.
Em 2004, o fundador do estúdio, Martin Edmondson, deixou a Reflections após a fase de conceção de Driver: Parallel Lines, e processou a Atari devido a "desperdícia construtiva injusta como resultado de Reflections alegadamente violação repudiatória de um contrato de trabalho que necessitou a renúncia do Sr. Edmondson". O irmão de Martin, Gareth Edmondson , assumiu seu lugar como gerente do estúdios. julho de 2006, a Atari anunciou que havia transferido todo o pessoal e a maioria dos ativos da Reflections Interactive Limited, incluindo a propriedade intelectual e os direitos de tecnologia para a série Driver, para a Ubisoft por 24 milhões de dólares.
Gareth Edmondson, o gerente do estúdio, deixou a Reflections após mais de dez anos no estúdio em novembro de 2011, dois meses após o lançamento de Driver: San Francisco. O estúdio foi então dirigido por Pauline Jacquey a partir de fevereiro de 2014. O estúdio passou a ser dirigido por Richard Blenkinsop, até deixar a empresa em 2021. Lisa Opie foi nomeada diretora administrativa em maio de 2021.
Em maio de 2013, a Ubisoft Reflections anunciou que estava desenvolvendo em um novo jogo. A empresa (Ubisoft) estava planejando anunciar o jogo na E3 2013. No dia 10 de junho de 2013, durante uma conferência de imprensa da Ubisoft, foi revelado que a Reflections estava trabalhando com o desenvolvedor de Ivory Tower no jogo de corrida The Crew, que veio a ser lançado posteriormente em dezembro de 2014.
| Ano  | Título                        | Plataforma (s)                                                                                                 | Edição (s)        |
| ---- | ----------------------------- | --- | ----------------- |
| 1986 | Ravenskull                    | Acorn Electron, BBC Micro                                                                                      | Software Superior |
| 1987 | Nome de código: Droid         | Acorn Electron, BBC Micro                                                                                      | Software Superior |
| 1987 | O Stryker corre.              | Eletrão de Acornio                                                                                             | Software Superior |
| 1989 | Sombra da Besta               | Amigo | Psicognóstico     |
| 1989 | Balistix                      | Amigo, Atari ST                                                                                                | Psicognóstico     |
| 1990 | Sombra da Besta II            | Amigo, Atari ST                                                                                                | Psicognóstico     |
| 1990 | - É fantástico.               | Amigo, Atari ST                                                                                                | Psicognóstico     |
| 1992 | Sombra da Besta III           | Amigo | Psicognóstico     |
| 1994 | Brian o Leão                  | Amigo | Psicognóstico     |
| 1995 | Derby da Destruição           | MS-DOS, PlayStation, Sega Saturn                                                                               | Psicognóstico     |
| 1996 | Derbi da Destruição 2         | MS-DOS, PlayStation, Microsoft Windows                                                                         | Psicognóstico     |
| 1998 | Rally de caminhões de trovões | MS-DOS, PlayStation, Microsoft Windows                                                                         | Psicognóstico     |
| 1999 | Condutor                      | Macintosh, PlayStation, Microsoft Windows                                                                      | GT Interactive    |
| 2000 | Condutor 2                    | PlayStation | Infogramas        |
| 2002 | - Um acrobata.                | PlayStation 2                                                                                                  | Infogramas        |
| 2004 | Driv3r                        | PlayStation 2, Microsoft Windows, Xbox                                                                         | Atari             |
| 2006 | Condutor: Linhas paralelas    | PlayStation 2, Xbox                                                                                            | Atari             |
| 2007 | Condutor: Linhas paralelas    | Wii, Microsoft Windows                                                                                         | Ubisoft           |
| 2007 | Condutor 76                   | PlayStation Portable                                                                                           | Ubisoft           |
| 2008 | Heróis de emergência          | Wii | Ubisoft           |
| 2009 | Monstro 4x4: Caça de Estúdio  | Wii | Ubisoft           |
| 2011 | Condutor: São Francisco       | macOS, PlayStation 3, Wii, Microsoft Windows, Xbox 360                                                         | Ubisoft           |
| 2011 | Dança só 3                    | PlayStation 3                                                                                                  | Ubisoft           |
| 2012 | Dança só 4                    | PlayStation 3, Wii, Wii U, Xbox 360                                                                            | Ubisoft           |
| 2013 | Só Dança 2014                 | PlayStation 3, PlayStation 4, Wii, Wii U, Xbox 360, Xbox One                                                   | Ubisoft           |
| 2014 | Just Dance 2015               | PlayStation 3, PlayStation 4, Wii_U" id="mwAVo" rel="mw:WikiLink" title="Wii U">Wii U, Wii, Xbox 360, Xbox One | Ubisoft           |
| 2014 | A tripulação                  | PlayStation 4, Microsoft Windows, Xbox One, Xbox 360                                                           | Ubisoft           |
| 2015 | Crescer em casa               | Microsoft Windows, PlayStation 4                                                                               | Ubisoft           |
| 2016 | Crescer                       | Microsoft Windows, PlayStation 4, Xbox One                                                                     | Ubisoft           |
| 2016 | Apenas Dança 2017             | PlayStation 3, PlayStation 4, Xbox 360, Xbox One, Wii, Wii U, Microsoft Windows                                | Ubisoft           |
| 2017 | Apenas Dança 2017             | Nintendo Switch                                                                                                | Ubisoft           |
| 2017 | Atomega                       | Microsoft Windows                                                                                              | Ubisoft           |
| 2017 | Ode                           | Microsoft Windows                                                                                              | Ubisoft           |